# Красномайський (Новосибірська область)
Красномайський (рос. Красномайский) — селище у Новосибірському районі Новосибірської області Російської Федерації.
Входить до складу муніципального утворення Толмачовська сільрада. Населення становить 368 осіб (2010).

## Історія
Згідно із законом від 2 червня 2004 року органом місцевого самоврядування є Толмачовська сільрада.

## Населення
| 2002 | 2007 | 2010 |
| ---- | ---- | ---- |
| 346  | ↗348 | ↗368 |